# Ptarmus
Ptarmus is een geslacht van straalvinnige vissen uit de familie van fluweelvissen (Aploactinidae). Het geslacht is voor het eerst wetenschappelijk beschreven in 1946 door Smith.

## Soorten
- Ptarmus gallus (Kossmann & Räuber, 1877)
- Ptarmus jubatus (Smith, 1935)